# Konkurentna inhibicija
Konkurentna inhibicija ili kompetitivna inhibicija je forma enzimske inhibicije gde vezivanje inhibitora za aktivna mesta enzima sprečava vezivanje supstrata i vice versa.
Večina kompetitivnih inhibitora funkcioniše putem reverzibilnog vezivanja za aktivno mesto enzima. Konsekventno, mnogi izvori navode da je ovo definišuće svojstvo kompetitivnih inhibitora. To je, međutim, pogrešno uprošćavanje, pošto postoje mnogi mogući mehanizmi kojima se enzim može vezati bilo za inhibitor ili substrat, ali ne i za oba u isto vreme. Na primer, alosterni inhibitori mogu da manifestuju konkurentnu, nekonkurentnu, ili bezkonkurentnu inhibiciju.